# Instant Live: Avalon, Boston, MA 10/17/04
Instant Live: Avalon, Boston, MA 10/17/04 es un álbum en directo de la banda estadounidense Living Colour. Fue extraído de la gira de soporte para el álbum Collideøscope. Contiene canciones del mencionado álbum, además de clásicos de la banda como "Cult of Personality" y "Time's Up".

## Lista de canciones
| N.º | Título                | Duración |  |
| 1.  | «Type»                | 8:16     |  |
| 2.  | «In Your Name»        | 5:35     |  |
| 3.  | «Funny Vibe»          | 4:37     |  |
| 4.  | «A ? of When»         | 4:00     |  |
| 5.  | «Middle Man»          | 3:46     |  |
| 6.  | «Sacred Ground»       | 7:23     |  |
| 7.  | «Memories Can't Wait» | 6:10     |  |
| 8.  | «Terrorism»           | 3:41     |  |
| 9.  | «Time's Up»           | 4:21     |  |
| 10. | «Cult of Personality» | 5:18     |  |

## Personal
- Corey Glover - voz
- Vernon Reid - guitarra
- Doug Wimbish - bajo
- Will Calhoun - batería